# Ильясов, Ремзи Ильясович
Ремзи́ Илья́сович Илья́сов (крымскотат. Remzi İlyas oğlu İlyasov, Ремзи Ильяс огълу Ильясов, укр. Ремзі Ільясович Ільясов; род. 12 апреля 1958, Фергана) — украинский и российский политик, экономист.
Заместитель Председателя Государственного Совета Республики Крым (2014—2018).
В прошлом — депутат Верховного Совета Автономной Республики Крым V и VI созыва. Заместитель председателя Меджлиса крымскотатарского народа (2001—2013), секретарь фракции «Курултай-Рух». Заслуженный экономист Украины (2009). Президент Крымской федерации контактных видов спорта.

## Биография
Родился в узбекском городе Фергана. Работал сборщиком ящиков и размольщиком цеха литой тары Ферганского масложиркомбината, а также грузчиком Ферганской городской автодормехбазы. В 1977 году поступил в Томский инженерно-строительный институт, который окончил в 1983 году по специальности «Экономика и организация промышленности строительных материалов». После окончания вуза занимал должности экономиста отдела территорий и старшего экономиста отдела капитального строительства областной плановой комиссии Томского облисполкома. В 1984 году вернулся в родной город, где работал инженером-экономистом отдела промышленности, транспорта и связи областной плановой комиссии Ферганского облисполкома, с 1985 по 1987 год занимал должность начальника того же отдела, после чего перешел в Ферганский облагропром, где был назначен начальником отдела коммунально-бытового обслуживания. С 1988 по 1991 год — начальник отдела промышленности, товаров народного потребления, транспорта и связи Главного планово-экономического управления, затем областной плановой комиссии Ферганского облисполкома. В 1991 году — главный специалист по маркетингу МП «Хашар» (Фергана).
В июне 1991 года переезжает в Крым на постоянное место жительства. С 1992 по 1995 год возглавляет исполком объединения предпринимателей Крыма «Имдат». Журналисты и некоторые активисты национального движения связывали Ильясова с одноименной организованной преступной этнической группировкой «Имдат».
В 1995 году занимает должность начальника управления по обустройству крымских татар Республиканского комитета Автономной Республики Крым по делам национальностей и депортированных граждан. В этот период был удостоен Почетной грамоты Совета министров Автономной Республики Крым (1999).
С 2001 по 2006 год — помощник-консультант народного депутата Украины на общественных началах. В 2006 и 2010 годах избирался депутатом от НРУ. С 2006 года до 20 февраля 2013 года — председатель Постоянной комиссии Верховной Рады Автономной Республики Крым по межнациональным отношениям и проблемам депортированных граждан. С 2007 по 2010 год — секретарь, а с 2010 года — член Совета представителей крымскотатарского народа при Президенте Украины.
В 2009 году удостоен почетного звания «Заслуженный экономист Украины». Трижды избирался в состав Меджлиса крымскотатарского народа. С 2001 по 2013 год — заместитель председателя Меджлиса крымскотатарского народа.
В октябре 2013 года на выборах нового главы Меджлиса Ремзи Ильясов уступил Рефату Чубарову, набрав 114 голосов против 126. Несмотря на ожидания, его не назначили первым заместителем Чубарова. В январе 2014 года Ильясов получил должность руководителя отдела взаимодействия с органами власти в Управлении внешнеэкономических связей, инвестиций и национальной экономики Меджлиса.
Поддержал аннексию Крыма Российской Федерацией в марте 2014 года. Войдя в первую пятерку списка «Единой России», в мае 2014 года был избран в Государственный Совет Республики Крым, где занял место заместителя председателя.
В августе 2014 года за сотрудничество с новой властью Ильясов был временно исключен из состава Меджлиса крымскотатарского народа.
Прокуратурой Автономной Республики Крым (располагается в городе Киев) подозревается в государственной измене, в связи с чем объявлен в розыск на территории Украины.
В декабре 2014 года создал и возглавил межрегиональное общественное движение крымскотатарского народа «Къырым», целью которого является взаимодействие с властью Республики Крым и федеральным властями.
В 2014—2018 годах заместитель Председателя Государственного совета Республики Крым.

## Отличия и награды
- Заслуженный экономист Украины (2009)[5]
- Почетная грамота Президиума Верховного Совета Автономной Республики Крым (2008)
- Почетная грамота Совета министров Автономной Республики Крым (1999)